# Eurydinotomorpha malabarensis
Eurydinotomorpha malabarensis är en stekelart som beskrevs av Sureshan och T.C. Narendran 1990. Eurydinotomorpha malabarensis ingår i släktet Eurydinotomorpha och familjen puppglanssteklar. Inga underarter finns listade i Catalogue of Life.